# Melastomastrum theifolium
Melastomastrum theifolium är en tvåhjärtbladig växtart som först beskrevs av George Don jr, och fick sitt nu gällande namn av Abílio Fernandes och Rosette Mercedes Saraiva Batarda Fernandes. Melastomastrum theifolium ingår i släktet Melastomastrum och familjen Melastomataceae. Inga underarter finns listade i Catalogue of Life.